# Volleyball-Club Olympia '93 Berlin (femminile)
Il Volleyball-Club Olympia '93 Berlin è una società pallavolistica femminile tedesca con sede a Berlino: milita nel campionato di 1. Bundesliga.

## Storia
Il Volleyball-Club Olympia '93 Berlin viene fondato nel 1993 per volere della Federazione pallavolistica della Germania al fine di allenare giovani pallavoliste tedesche: le giocatrici infatti costituiscono anche l'ossatura delle nazionali giovanili della Germania.
La federazione assegna per ogni annata il campionato a cui la squadra deve partecipare, solitamente si tratta della 1. Bundesliga, chiusa sempre in posizioni di bassa classificata, mentre altre volte ha partecipato alla 2. Bundesliga: il club non è implicato né nei meccanismi di retrocessione, né di play-off scudetto, né partecipa alla Coppa di Germania.

## Rosa 2016-2017
| N° | Nome                 | Ruolo | Data di nascita  | Nazionalità sportiva |
| -- | -------------------- | ----- | ---------------- | -------------------- |
| 1  | Vanessa Agbortabi    | S     | 4 dicembre 1998  | Germania             |
| 2  | Sabrina Krause       | C     | 18 dicembre 1998 | Germania             |
| 4  | Juliane Noack        | C     | 10 maggio 2000   | Germania             |
| 5  | Maike Herzog         | C     | 10 dicembre 1999 | Germania             |
| 7  | Gina Köppen          | S     | 4 dicembre 1998  | Germania             |
| 8  | Paula Morgenroth     | L     | 7 aprile 1999    | Germania             |
| 9  | Aisha Skinner        | S     | 16 aprile 1999   | Germania             |
| 10 | Lisa Senger          | P     | 6 luglio 1998    | Germania             |
| 11 | Merle Weidt          | C     | 20 luglio 1999   | Germania             |
| 12 | Lena Große Scharmann | S/O   | 24 aprile 1998   | Germania             |
| 13 | Catharina Wiesner    | C     | 11 agosto 1998   | Germania             |
| 15 | Pia Kästner          | P     | 29 giugno 1998   | Germania             |
| 16 | Sindy Lenz           | S     | 3 ottobre 1998   | Germania             |